# Po prostu (album)
Po prostu – album muzyczny Osjana wydany 1 grudnia 2008 roku. Płyta zdobyła III nagrodę w konkursie na Folkowy Fonogram Roku 2008, wręczoną w kwietniu 2009. W lutym 2010 roku wydawnictwo uzyskało nominację do nagrody polskiego przemysłu fonograficznego Fryderyka w kategorii: album roku folk/muzyka świata.

## Lista utworów
1. "Pieśń afrykańskiego połykacza ognia" (J. Ostaszewski) – 3:56
2. "Pieśń Girolamy" (J. Ostaszewski) – 12:24
3. "Margaret z jednorożcem" (J. Ostaszewski) – 5:11
4. "Ginevra" (J. Ostaszewski) – 7:43
5. "Tańcząca Felina" (J. Ostaszewski) – 2:44
6. "Nawet gdy noc pokrywa cieniem zieloną ziemię..." (J. Ostaszewski) – 10:26
7. "Don" (J. Ostaszewski) – 5:10

## Skład
- Jacek Ostaszewski – flety proste, śpiew
- Radosław Nowakowski – bębny
- Wojciech Waglewski – gitara, śpiew

gościnnie
- Anna Sikorzak-Olek – harfa